# Општина Смулци (Галац)
Смулци (рум. Smulţi) општина је у Румунији у округу Галац.
Oпштина се налази на надморској висини од 200 m.